# Заспицкий, Андрей Михайлович
Андрей Михайлович Заспицкий (бел. Андрэ́й Міха́йлавіч Заспі́цкі; 16 февраля 1924, Высоке-Мазовецке, Польская Республика — 9 марта 2019, Минск, Белоруссия) — советский и белорусский скульптор, заслуженный деятель искусств Белорусской ССР (1977), лауреат Государственной премии Белорусской ССР (1976), лауреат Государственной премии СССР (1977)..

## Биография

### Довоенный период
Родился 16 февраля 1924 года в Высоке-Мазовецке на территории современной Польши. Отец был известным литографом, делал цветные плакаты. Среднее образование Андрей Заспицкий получил в Варшавской гимназии. В 15 лет, после присоединения Западной Беларуси к СССР, вместе с родителями переехал в Минск. Занимался лепкой в Доме народного творчества. Первое произведение молодого художника «Тревога на корабле» сразу попало на выставку. В 1940 году три его произведения — бюст Ф. Э. Дзержинского, «Беженцы» и «Тревога на корабле» экспонировались на выставке «Первой декады белорусского искусства и литературы» в Москве. За бюст Дзержинского, который также показали на выставке «Оборона СССР», художник был награждён Грамотой Верховного Совета БССР. Дом народного творчества направил его в школу юных дарований при Академии художеств в Ленинграде. За год Андрей освоил полный курс и экстерном сдал экзамены. Затем успешно сдал вступительные экзамены в Академию искусства. Но учиться не пришлось, так как началась Великая Отечественная война.

### Военный период
Семья Заспицких была эвакуирована в Мачушанский район Сталинградской области. Андрей вместе со сверстниками работал в поле и в кузнице. В начале 1941 года его призвали в армию.

### Послевоенный период
Только в 1947 году художник вернулся к творчеству. Он приехал в Минск и стажировался с 1948 по 1956 в мастерских Академии искусств СССР в скульптора Алексея Глебова. С этого времени Андрей Заспицкий активно участвовал в республиканских и союзных художественных выставках. Диапазон его творчества был достаточно широк, но главной темой был мужественный и сильный, щедрый душой человек-работник, человек-защитник. Скульптор снова возвращался к образу Ф. Э. Дзержинского, над которым работал ещё в юности.
Скончался 9 марта 2019 года в Минске на 96-м году жизни.

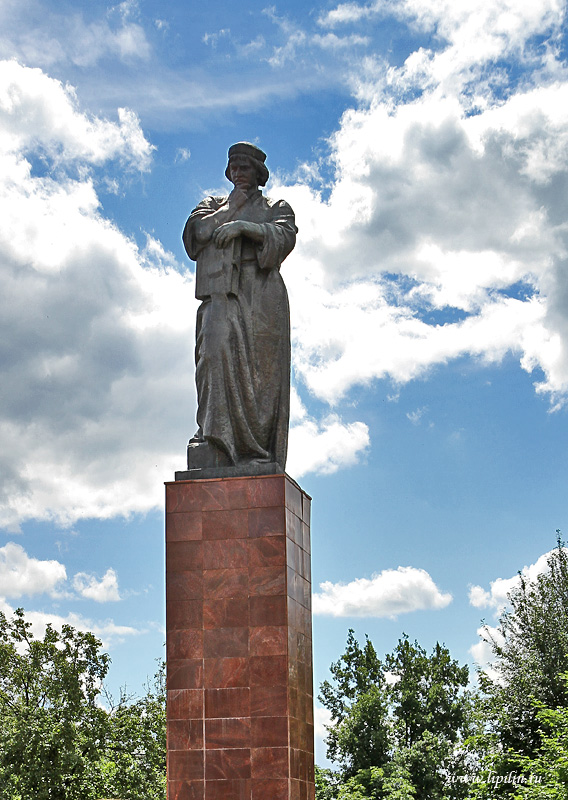
Памятник Ф. Скорине в Полоцке

## Творчество

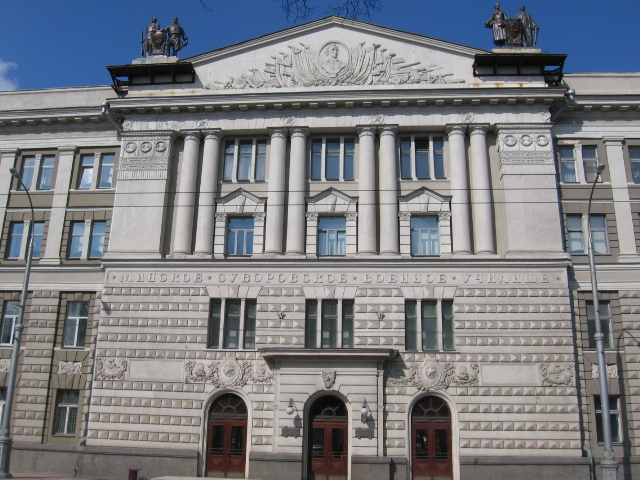
Скульптуры на фасаде здания Суворовского училища

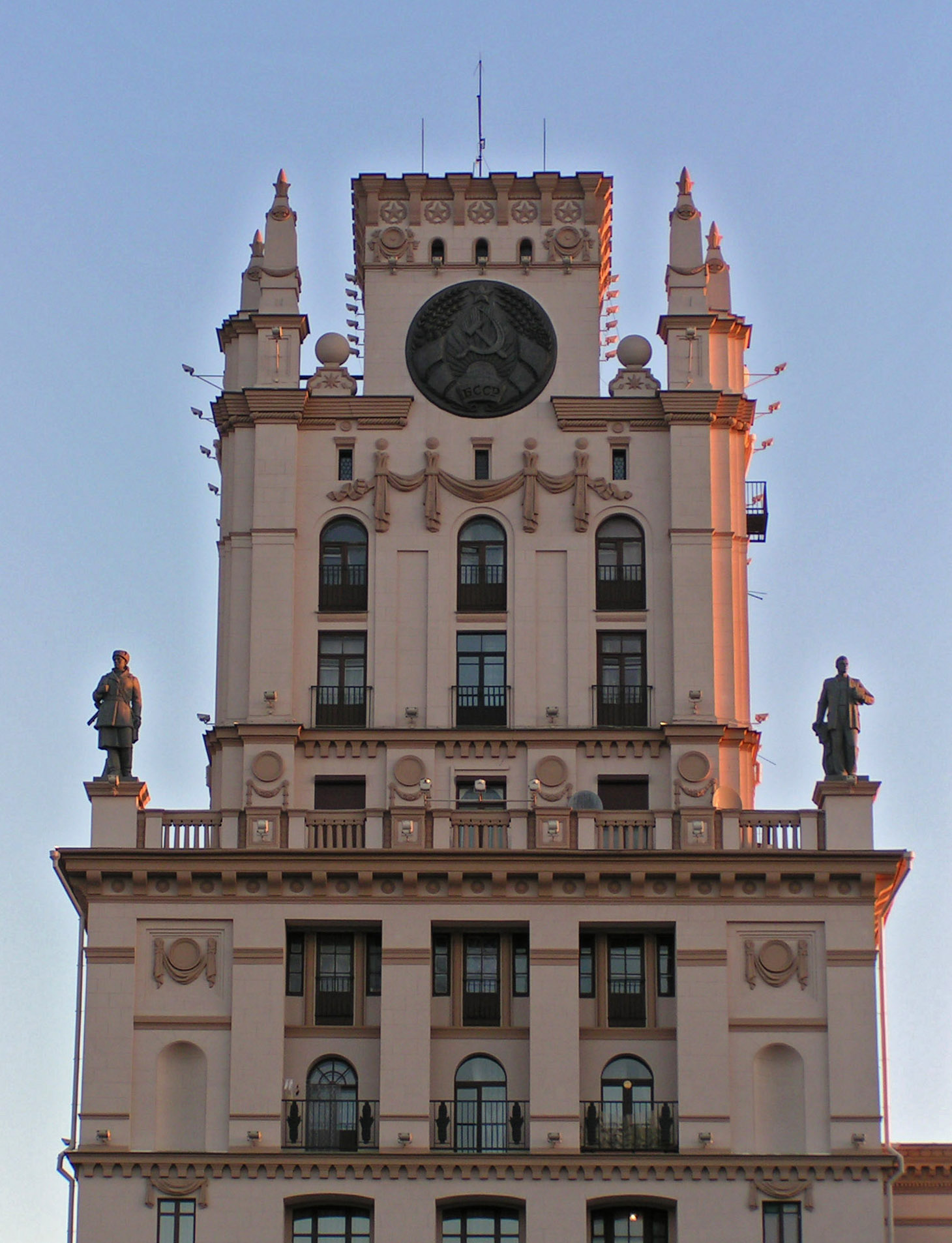
Скульптуры на «Воротах Минска»

### XX век
Андрей Заспицкий создал образы поэтессы Алоизы Пашкевич (Тетки) в Острино, композитора Фредерика Шопена, народного белорусского поэта Янки Купалы и фонтан в одноимённом парке (совместно с А. Аникейчиком и Л. Гумилевским), своего учителя скульптора Алексея Глебова, писателя Максима Горького в одноимённом парке Минска (совместно с И. Миско и Н. Рыженковым), героев войны Шершнева, Шмырева, Бумажкова.
Неоднократно скульптор обращался к теме войны — «Партизанские тропы», «Партизан-подрывник», «Партизан отдыхает». Композиция «Присядем перед дорогой» была представлена на выставке «Беларусь социалистическая». К теме прощания матери с сыном мастер возвращался неоднократно.
Композиция «Ленинские слова» была создана Андреем Заспицким к 50-летию первой русской революции.
В 1955 году скульптор создал портрет Адама Мицкевича. В эти годы Андрей Заспицкий также принял участие в создании скульптур «Колхозница», «Солдат», «Партизанка» на башнях Привокзальной площади Минска. Он является автором скульптуры «Инженер».
- 1953 — скульптуры на здании Суворовского училища: пехотинец и летчик, рабочий и колхозница (совместно с Виктором Поповым)
- 1965 — памятник К. Э. Циолковскому в парке имени Максима Горького (совместно с Л. Гумилевским)
- 1971 — надгробный памятник Янке Купале на Военном кладбище Минска (совместно с А. Аникейчиком)
- 1972 — памятник Янке Купале фонтан «Венок» в парке Янки Купалы (совместно с А. Аникейчиком и Л. Гумилевским)
- 1974 — памятник Франциску Скорине, Полоцк (совместно с А. Глебовым, И. Глебовым)
- 1975 — монумент в честь советской матери-патриотки, Жодино (совместно с И. Миско, Н. Рыженковым, архитектор А. Трофимчук; Государственная премия СССР)
- 1977 — надгробный памятник белорусской поэтессе Евдокии Лось

Памятник Адаму Мицкевичу в Минске

### XXI век
- надгробный памятник Михаилу Савицкому
- 2002 — памятник Адаму Мицкевичу на Городском Валу в Минске (совместно с А. М. Финском)
- скульптура Владимира Мулявина (Музей истории театральной и музыкальной культуры, Минск)
- 2006 — рельеф «Гусляр», Национальная библиотека Беларуси